# Cimetière du Nord (Reims)
Pour les articles homonymes, voir cimetière du Nord.
Le cimetière du Nord est un cimetière de la ville de Reims, surnommé le « Père-Lachaise rémois ». Construit à la fin du XVIIIe siècle et inauguré le 8 juillet 1787, il contient les restes de la plupart des citoyens qui se sont illustrés dans la ville. C'est aussi l'une des premières nécropoles de France à avoir été placée en dehors des murs de la ville.

## Historique
Le cimetière du Nord, ouvert en 1787, est le plus ancien de la ville. Il supplanta lentement les anciens cimetières paroissiaux aujourd'hui disparus. Il fit suite à la demande de l'Hôtel-Dieu en remplacement de celui de St-Denis qui se trouvait en pleine ville entre l'actuelle cathédrale et le Musée des Beaux-Arts. Le cimetière est construit avec l'aide d'une souscription publique, sur un morceau de terre appartenant à l'Hôtel-Dieu. Une route pavée est construite à cet effet depuis la porte de Mars (celle de la ville, pas celle construite à l'époque des Romains) jusqu'à l'entrée du cimetière. Le serrurier rémois Lecocq (qui fit aussi la Porte de Paris) en réalisait la grille d'entrée.

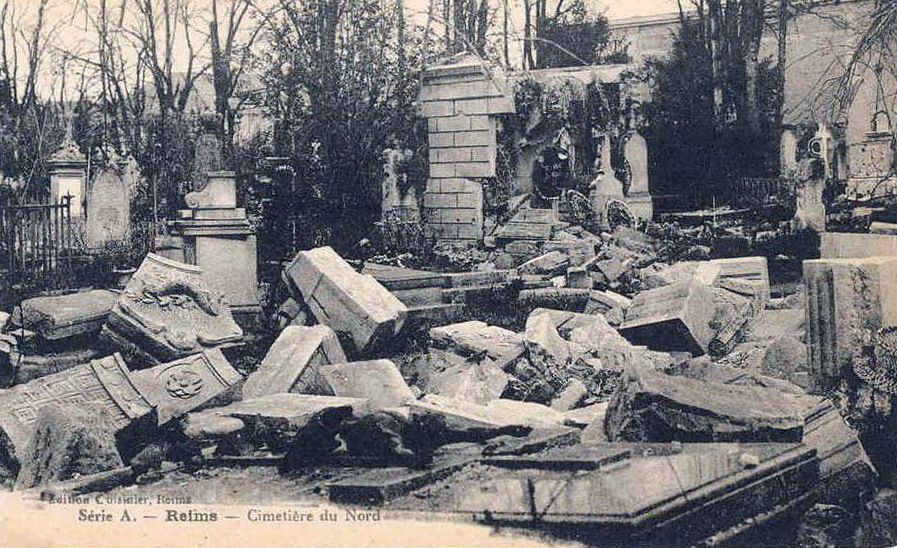
Au sortir de la Grande Guerre.

Le cimetière connaîtra plusieurs agrandissements. Lors de celui de 1832-1833, l'architecte Nicolas Serrurier eut l'idée d'en faire un parterre paysagé avec des sentes arrondies et des plantations d'arbres.
Pendant la Première Guerre mondiale le cimetière fut gravement endommagé. On y voit encore nombre de monuments funéraires portant les marques des destructions 1914-1918.
Actuellement, le cimetière est enclavé par l'emprise de la voie ferrée, le boulevard et la rue du Champ-de-Mars. Il est divisé en 41 cantons. Certaines concessions sont réservées au judaïsme et au protestantisme. Depuis 2018, le Cimetière du Nord affiche complet.

## Chapelle Sainte-Croix

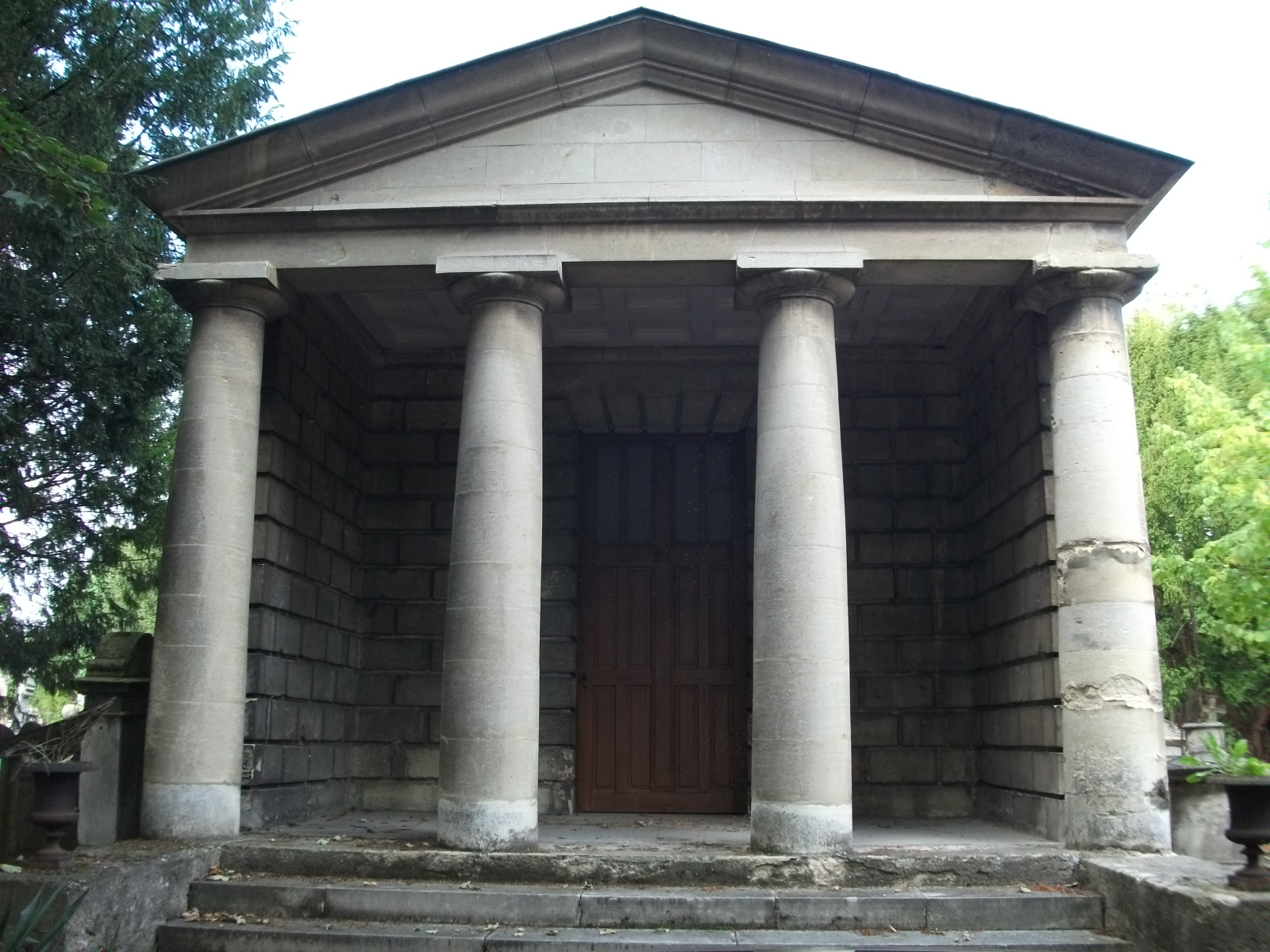
La chapelle Sainte-Croix.

La chapelle Sainte-Croix, qui reçut le corps du chevalier de Rougeville, connu sous le nom de chevalier de Maison-Rouge par le roman d'Alexandre Dumas, fut construite sur les plans de l'architecte de la Ville : Nicolas Serrurier. Achevée en 1788, elle est bénie un an plus tard. La chapelle, ronde avec un dôme, est composée d'un péristyle de quatre colonnes doriques surmonté d'un fronton triangulaire, à la manière d'un temple antique. Autrefois, elle comportait un autel de marbre noir et un décor peint imitant les draperies funéraires, le tout seulement éclairé par un oculus sommital. Endommagée par les bombardements pendant la guerre, elle a été entièrement restaurée et remontée.

La chapelle Sainte-Croix fait l’objet d’un classement au titre des monuments historiques depuis le 15 novembre 1927.

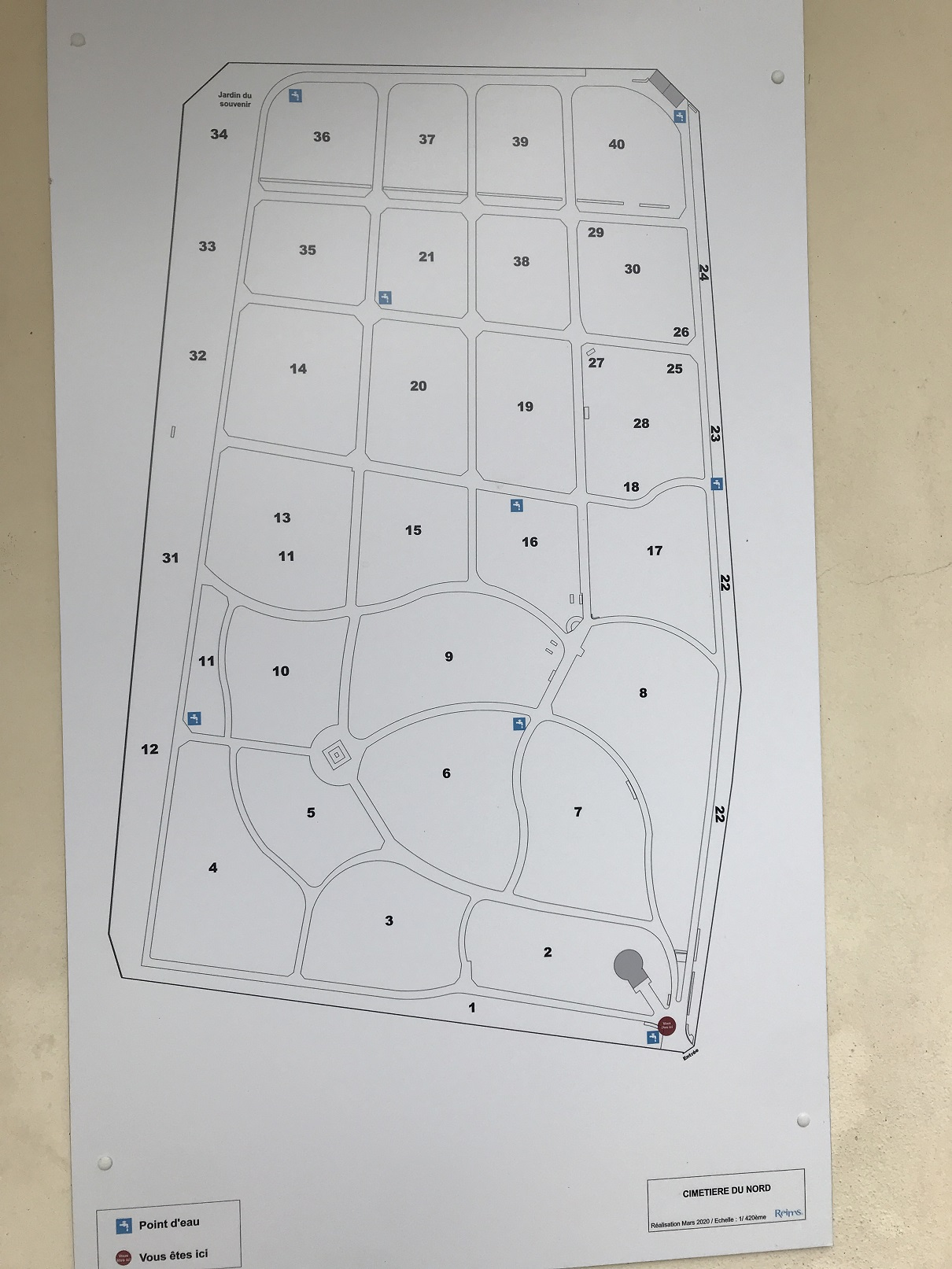
Plan du cimetière du Nord de Reims.

## Sépultures
L’architecture funéraire ayant, dès l'Antiquité, été l’objet de soins particuliers à Reims, un certain nombre de monuments, œuvres des architectes rémois : chapelles, sarcophages, cippes et stèles, y sont remarquables par leur conception et leur exécution, en pierre, marbre et granit.

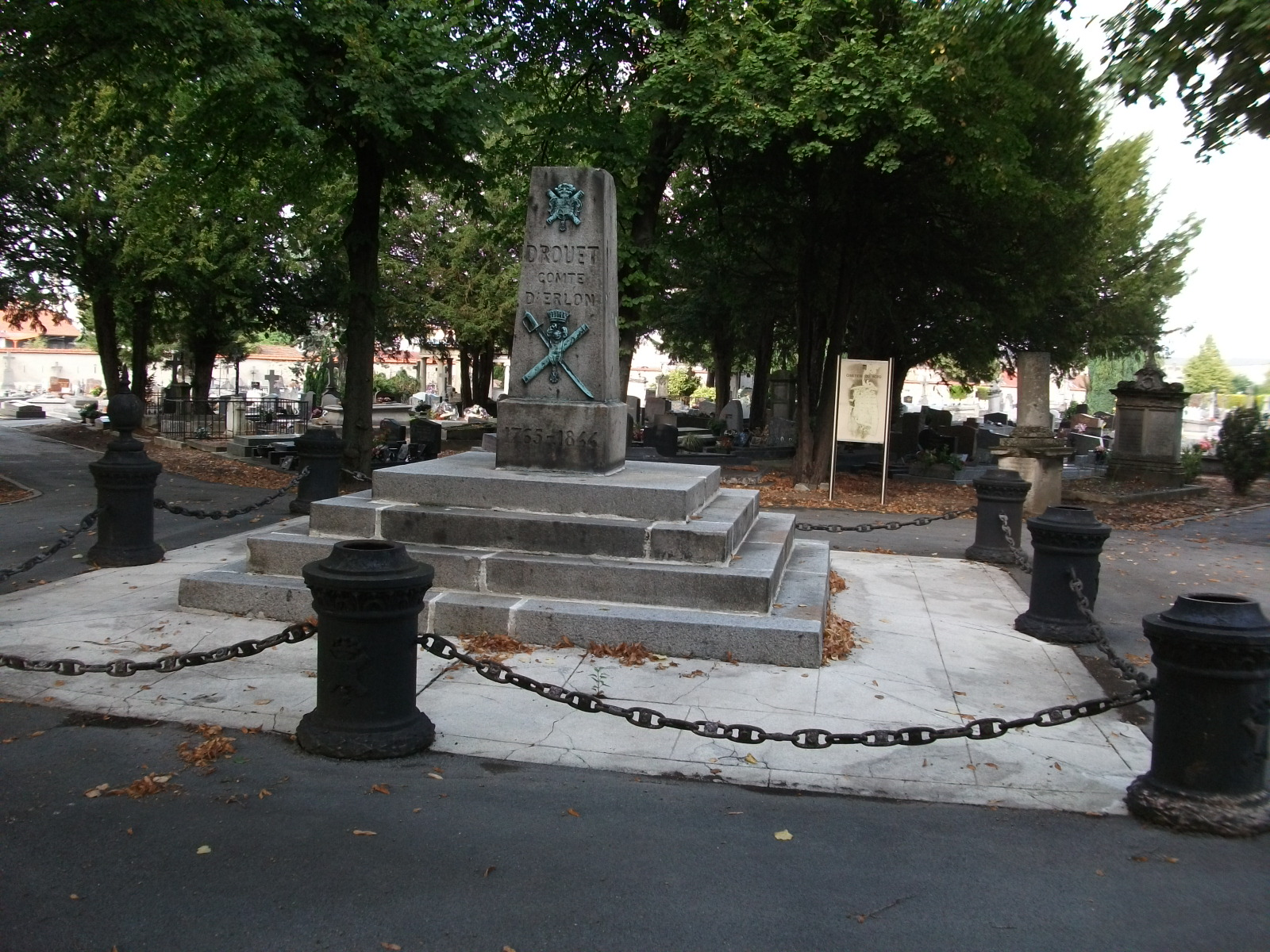
Drouet comte d'Erlon au centre d'un carrefour.

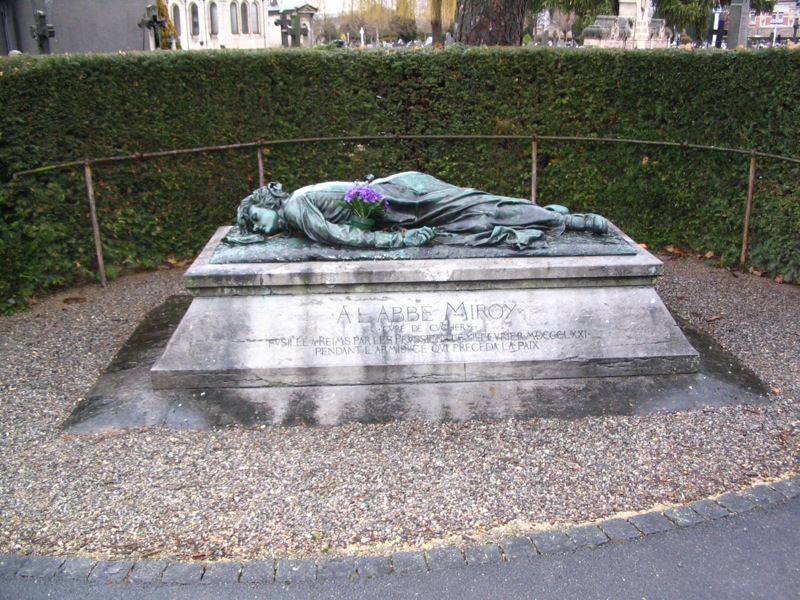
Tombe de l'abbé Miroy.

Parmi eux, il faut surtout distinguer la tombe de l'abbé Miroy, illustrée par une belle statue couchée en bronze, œuvre de René de Saint-Marceaux. L'abbé Miroy, curé de Cuchery, accusé d’excitations à la résistance armée, fut fusillé par les Prussiens le 12 février 1871, après l'armistice. Son monument fut élevé par souscription ; il est représenté tombant frappé par les balles ennemies et rendant le dernier soupir comme un juste. Le statuaire a saisi le drame sans recourir à aucune exagération ; cette œuvre montrait déjà les grandes qualités que cet artiste n’a cessé de développer depuis : élévation de la finesse d'observation, distinction du goût, richesse de coloration pour animer la matière. Depuis 2006, l'original de la sculpture (enlevé pour éviter son vol) est remplacé par une réplique exacte.
Le maréchal de France Jean-Baptiste Drouet d'Erlon, décédé à Paris le 25 janvier 1844, fut inhumé au Cimetière du Nord. Sur sa tombe, on plaça un buste en bronze, volé depuis par des malfrats, mais le socle en forme d’obélisque est toujours visible au cœur du cimetière historique.
Au cimetière sont aussi inhumés Mme la Veuve Clicquot et d'autres personnes associées aux maisons de champagne (Heidsieck, Krug, Lanson, Pommery et Roederer), la plupart des maires de la ville du XIXe siècle, le général Marie Claude Bernard Verrier, Aubin Louis Hédouin de Malavois, Isaac Holden, Jacques Quentin Tronsson-Lecomte,Pol Gosset (médecin), entre autres.

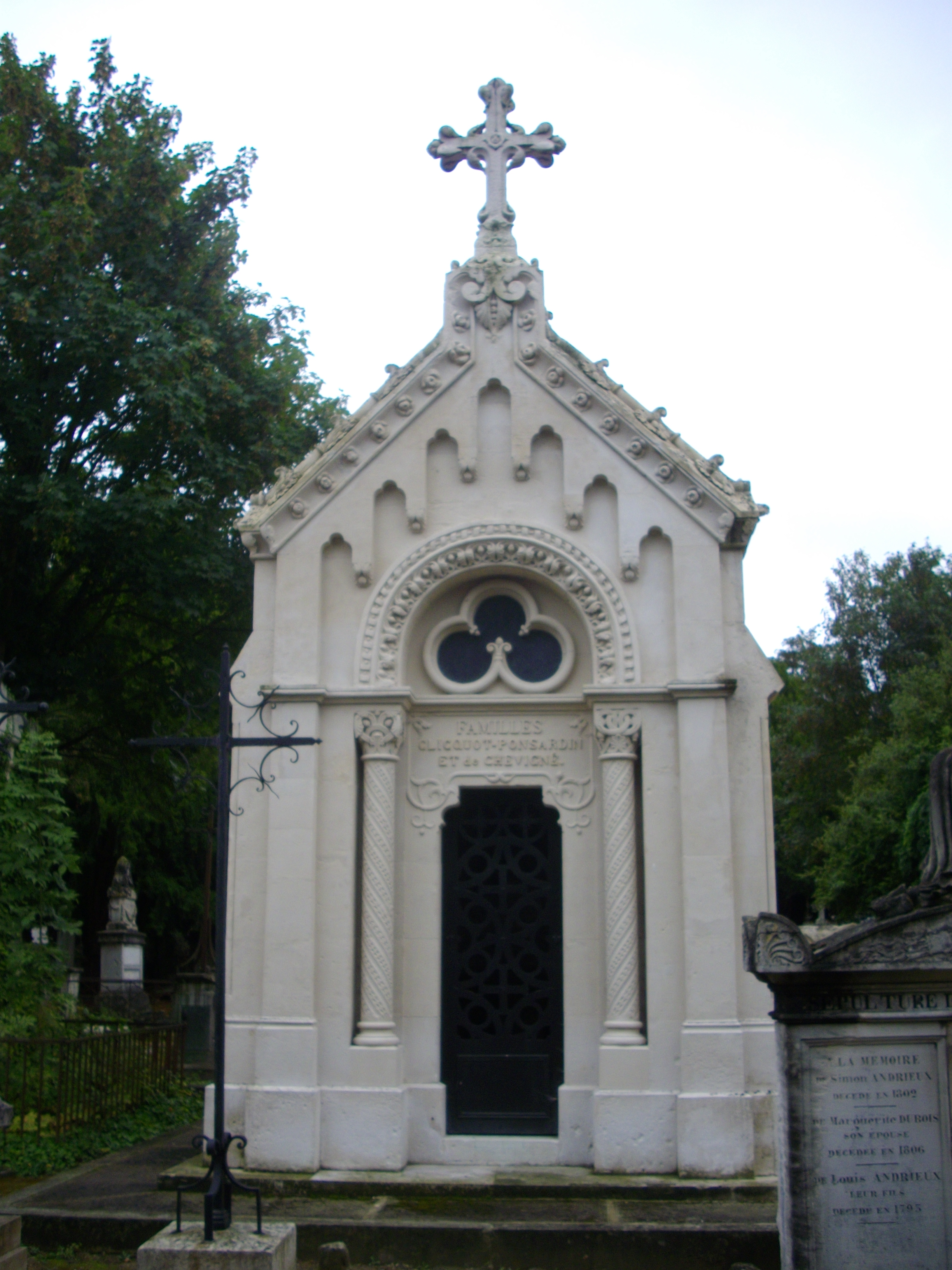
Monument des familles Clicquot-Ponsardin et de Chevigné.
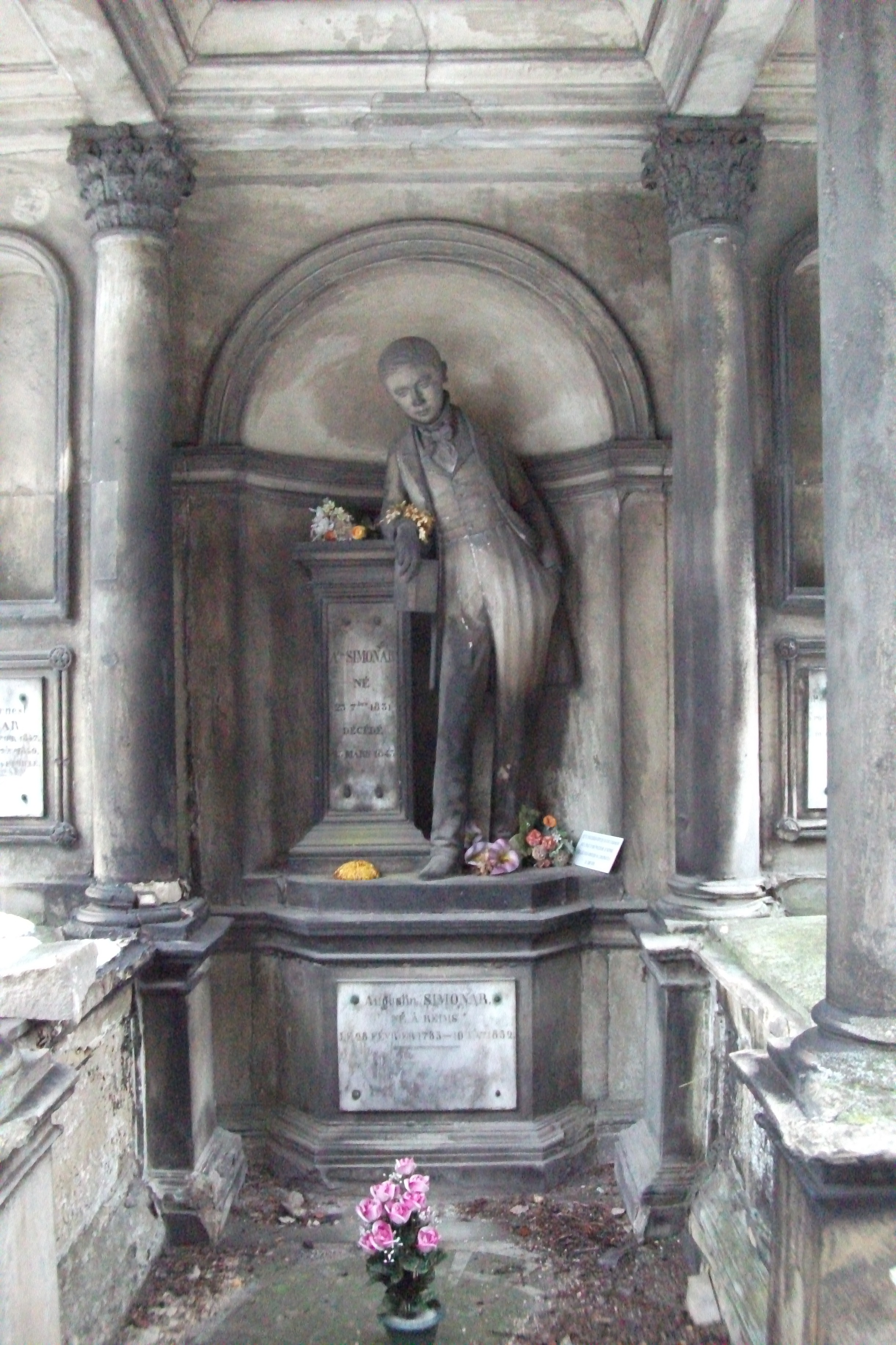
Le jeune Simonar.
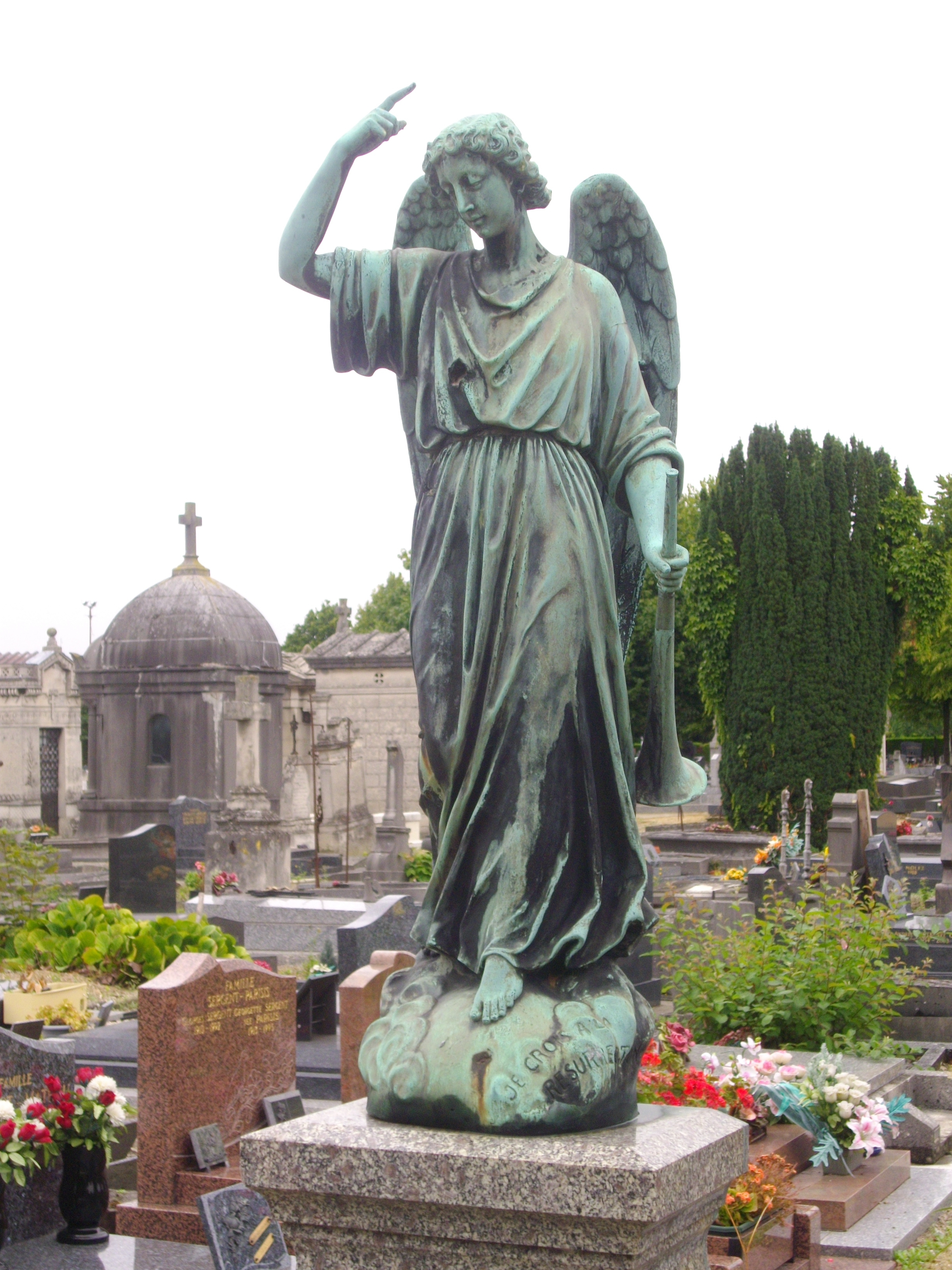
Ange.
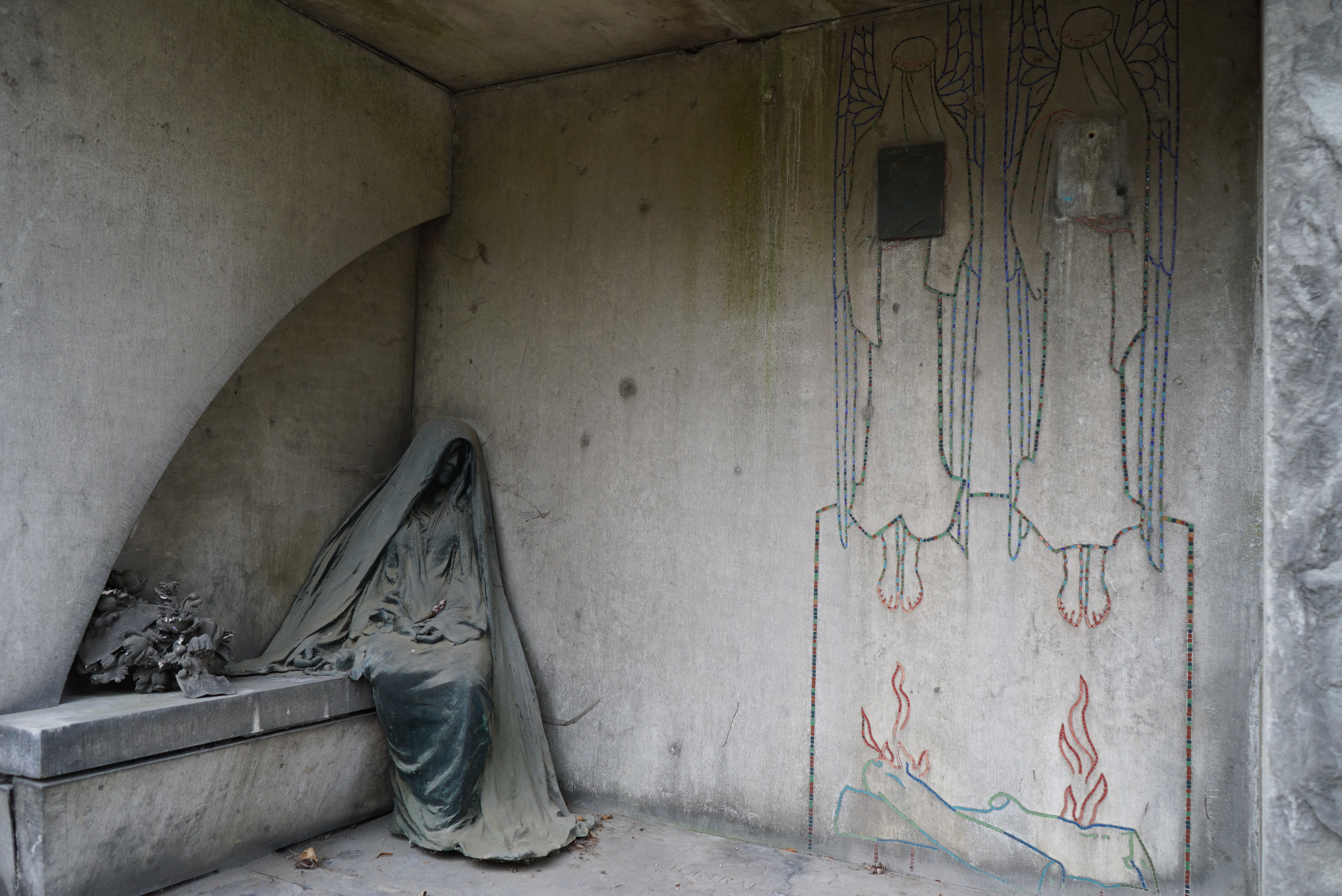
La Douleur (sculpture de Théodore Rivière).
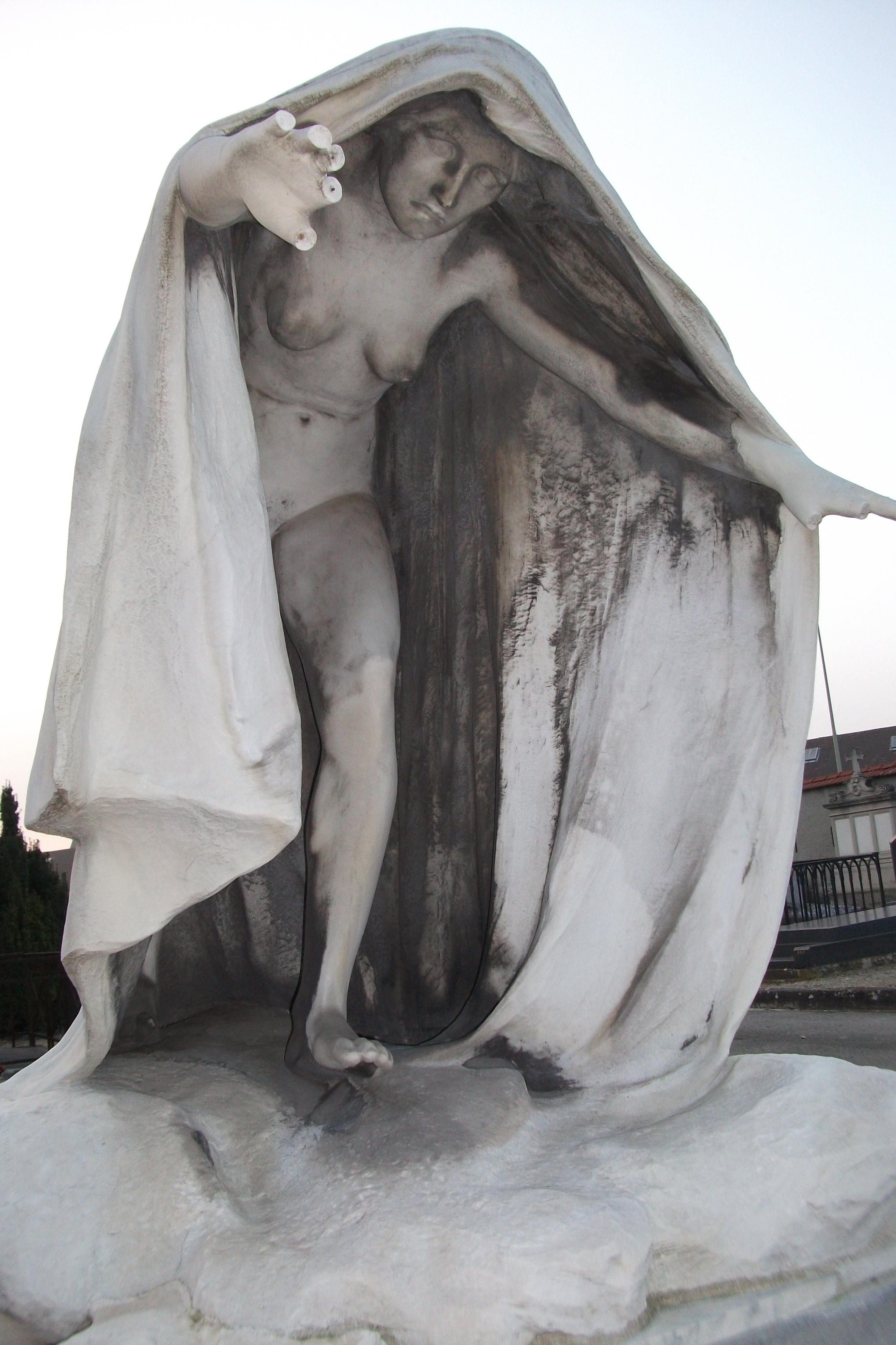
Sur le chemin de la vie (par Paul de Saint-Marceaux).
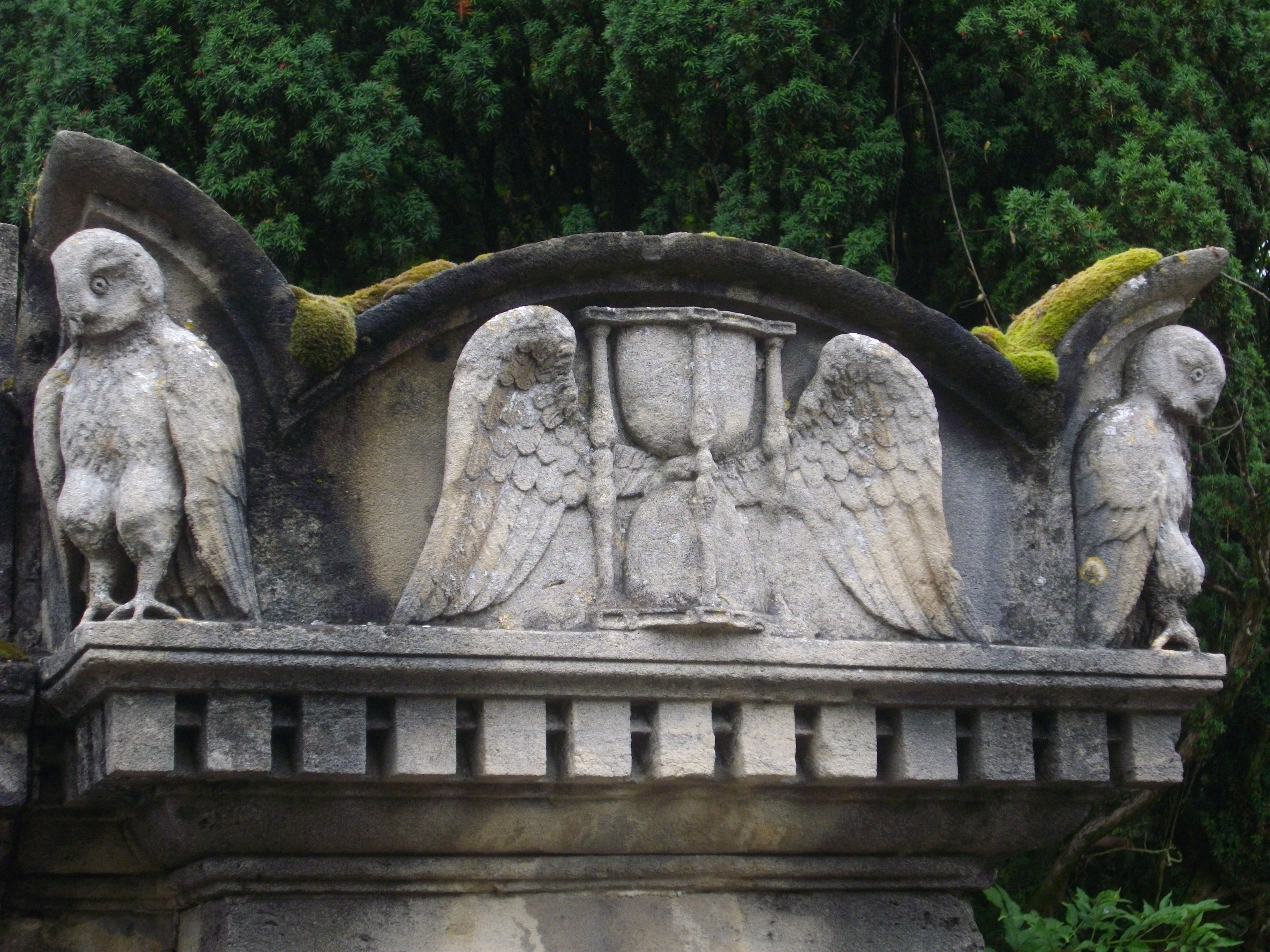
Monument d'Adèle Fuzellier (détail).

### Mémorials
Le cimetière comporte aussi quelques mémorials :
- pour les médaillés de la médaille militaire qui jouxte celui des médaillés de la Légion d'honneur ;
- pour les morts français et allemands de la guerre de 1870 ;
- pour ceux tombés lors de la bataille de Reims (1814) ;
- La S.F.I.O. aux héros de la Résistance 1941-45 ;
- pour les fondateurs de la communauté juive.

Un carré militaire regroupe principalement des morts de la Grande Guerre : 306 soldats et victimes civiles y sont inhumés.

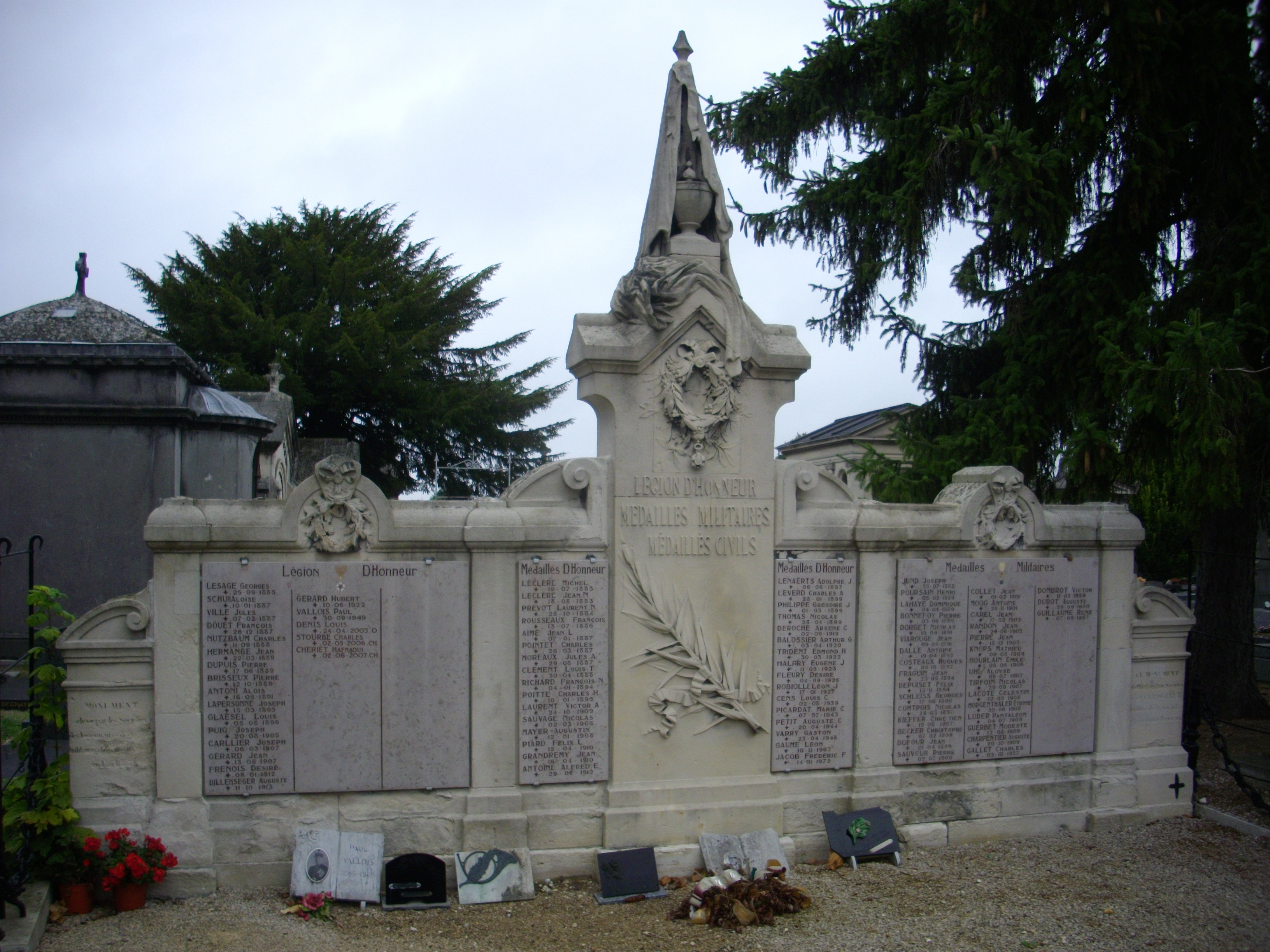
Monument des médaillés.
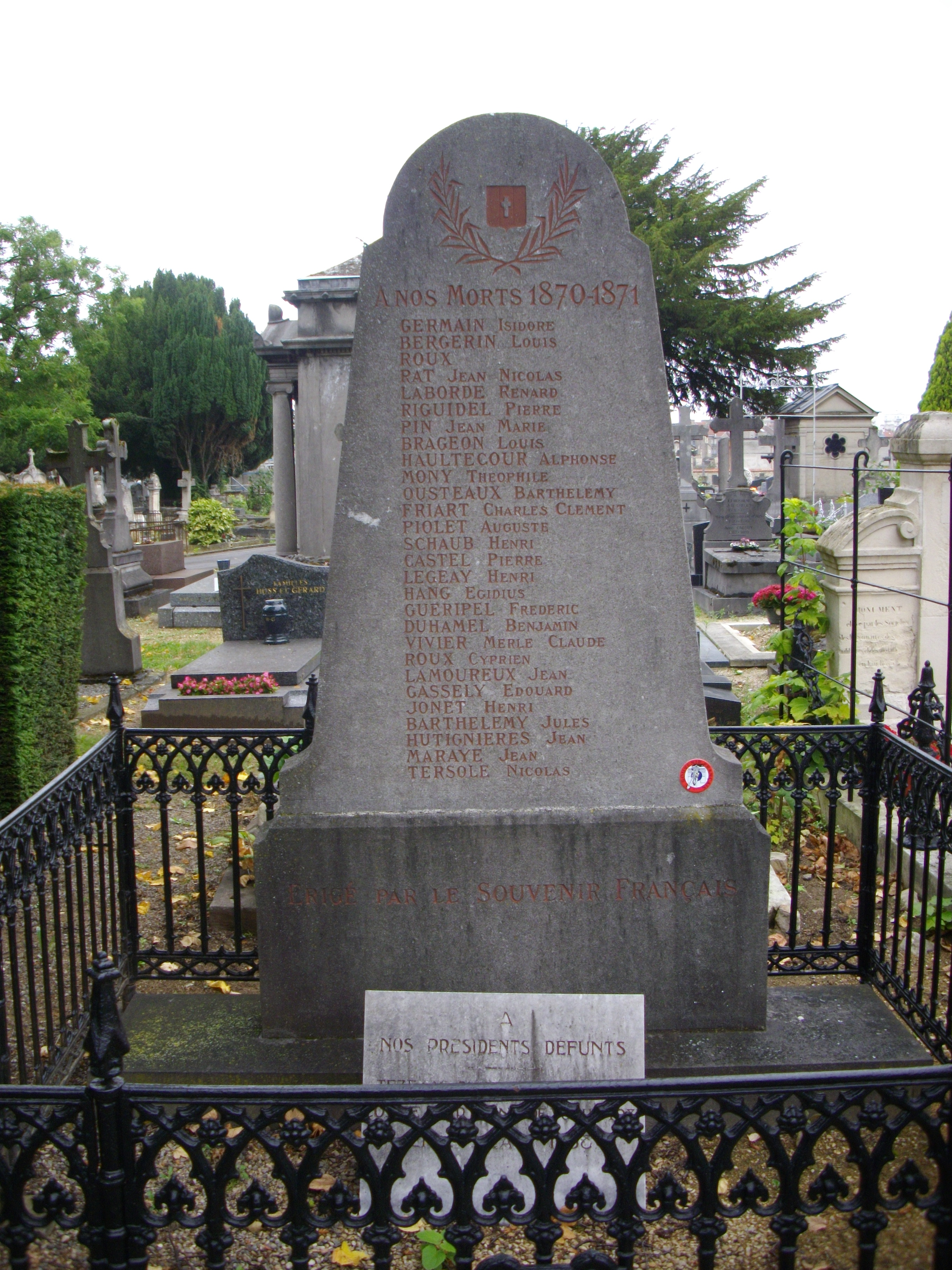
Mémorial aux morts 1870-1871.
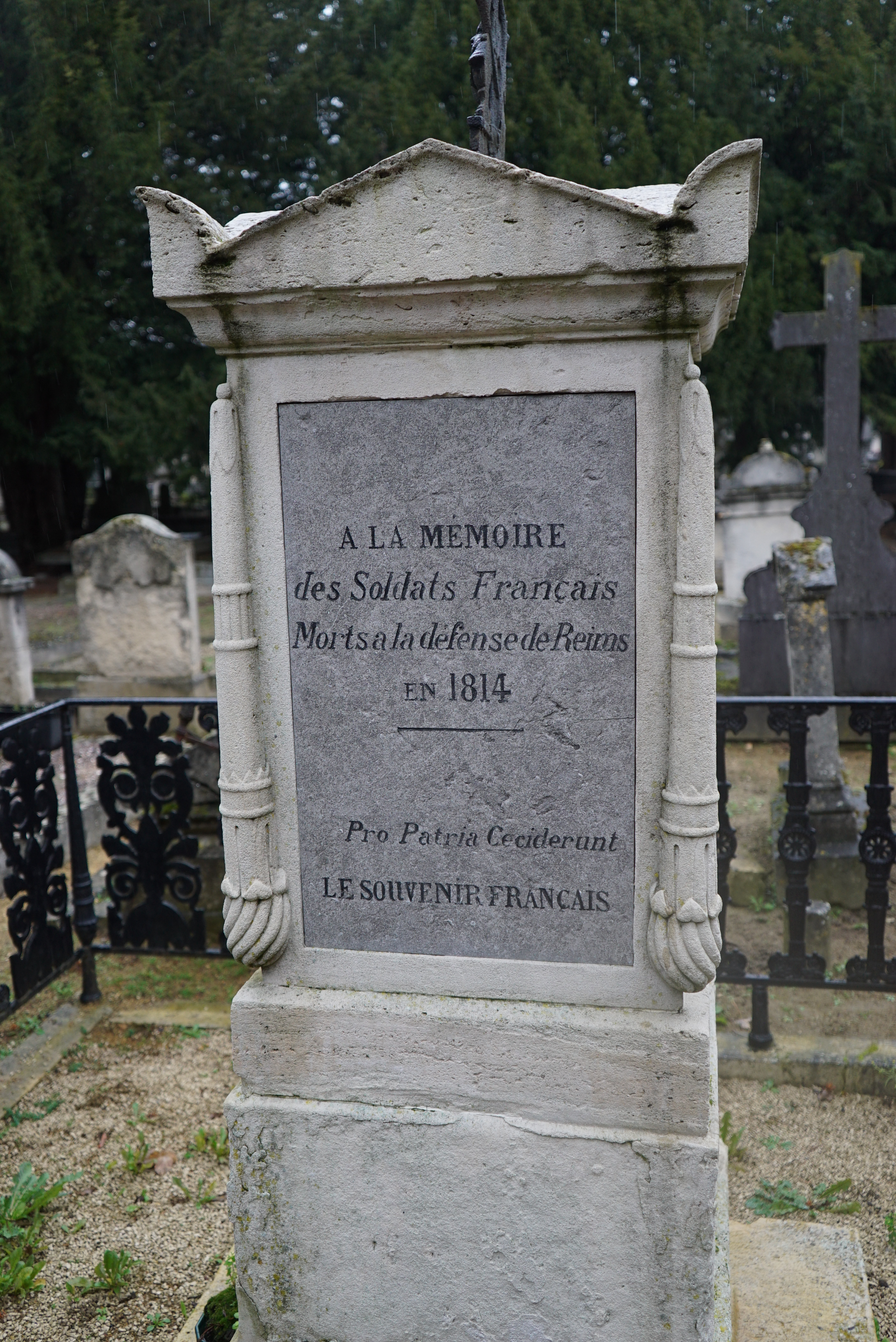
Mémorial de la bataille de Reims.
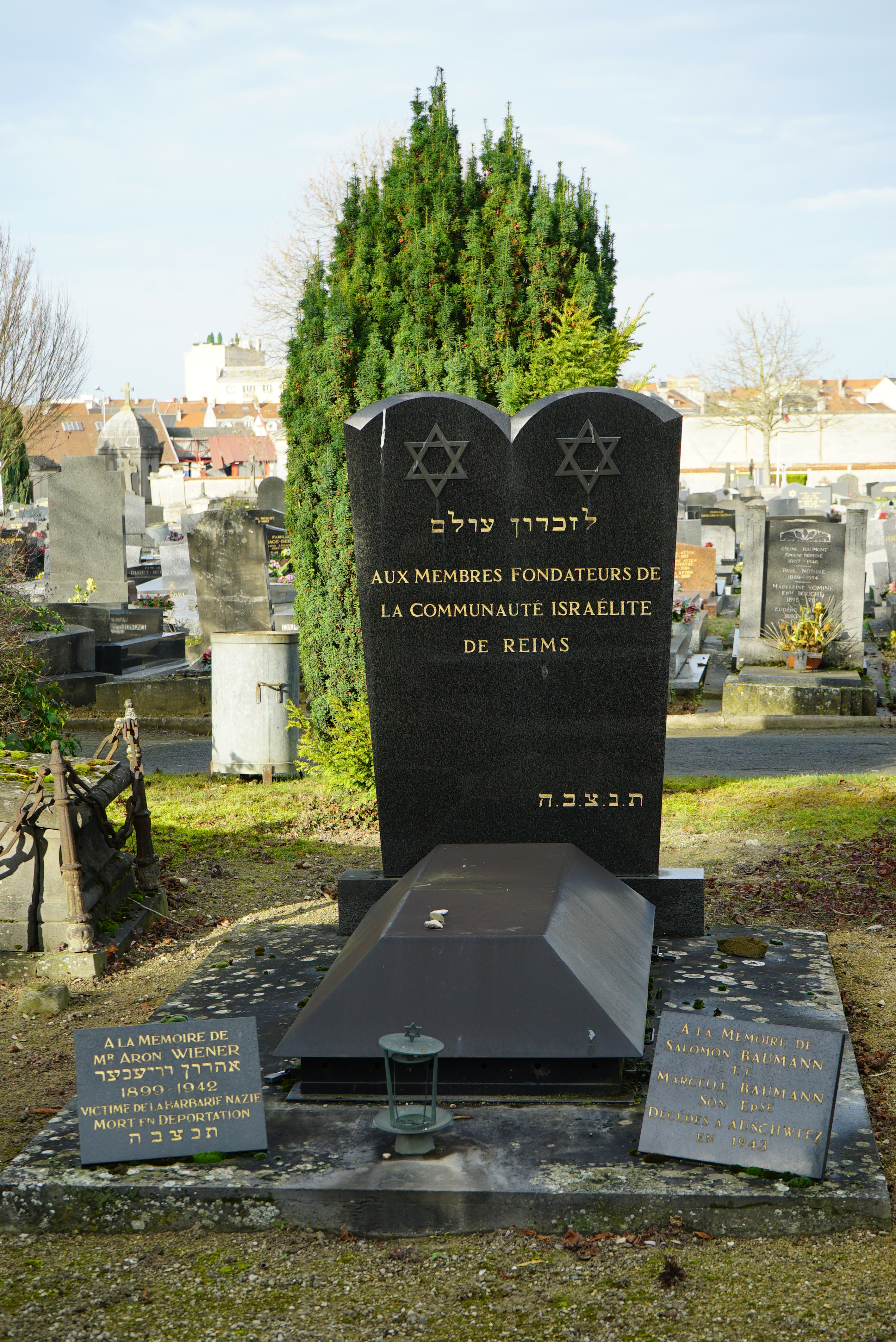
Mémorial aux fondateurs de la communauté juive.
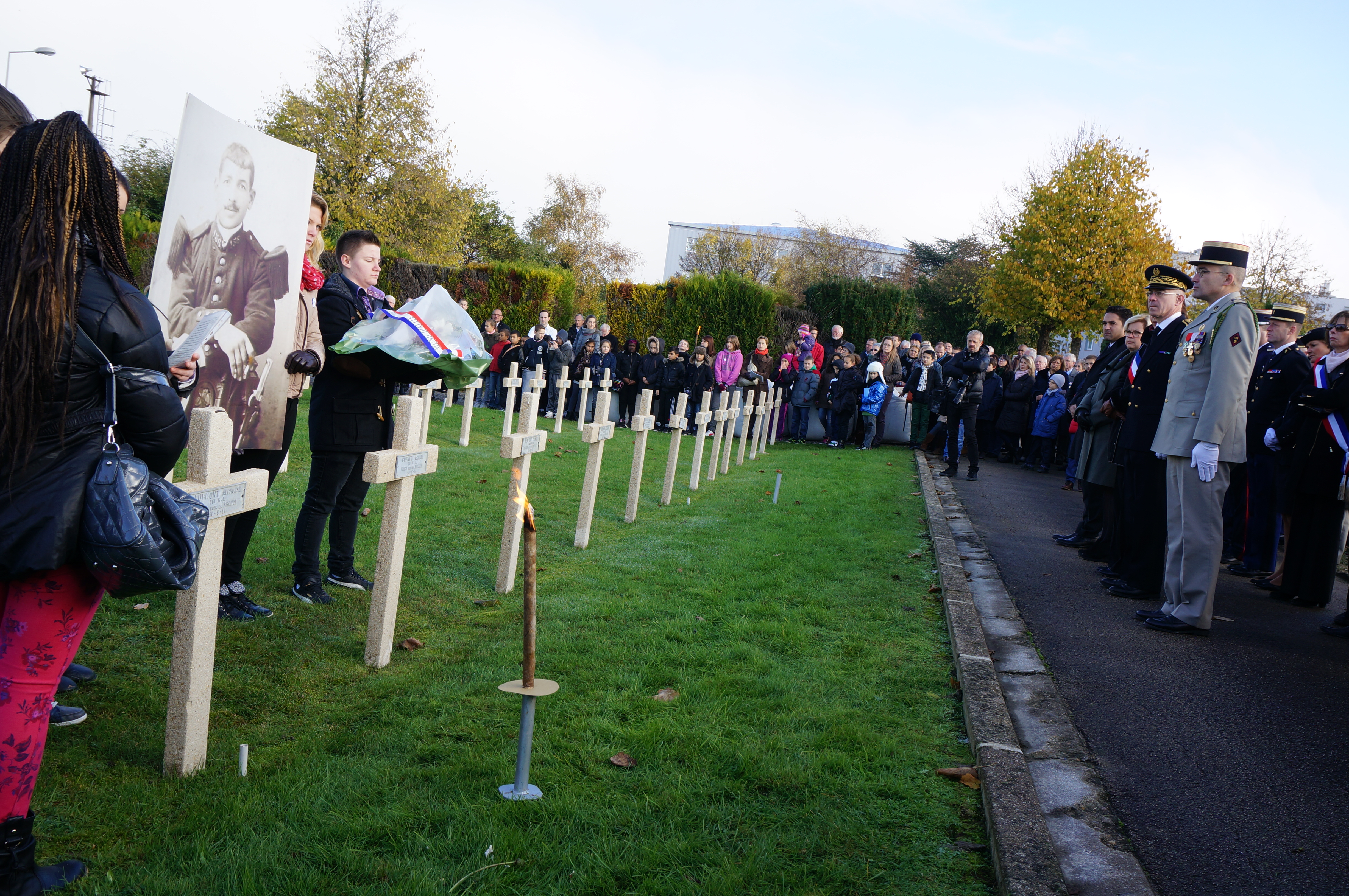
Carré militaire.